# Chyliza sepsoides
Chyliza sepsoides är en tvåvingeart som beskrevs av Verbeke 1952. Chyliza sepsoides ingår i släktet Chyliza och familjen rotflugor.
Artens utbredningsområde är Kongo. Inga underarter finns listade i Catalogue of Life.